# Quercus chrysolepis
Quercus chrysolepis Liebm. – gatunek roślin z rodziny bukowatych (Fagaceae Dumort.). Występuje naturalnie w Meksyku (w stanach Kalifornia Dolna i Chihuahua) oraz zachodnich Stanach Zjednoczonych (w Kalifornii, Arizonie, Nevadzie, Nowym Meksyku oraz Oregonie). 

## Morfologia

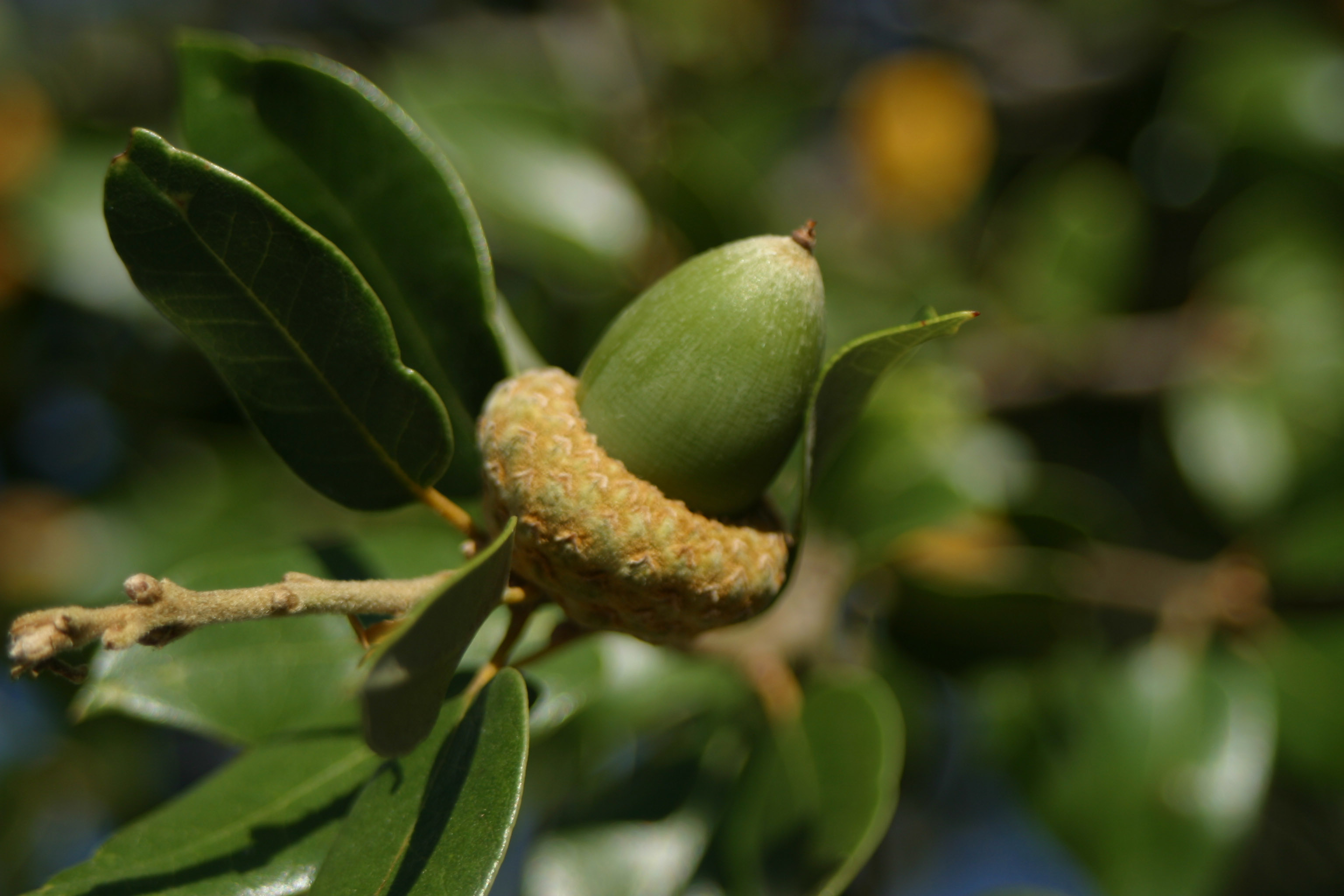
Żołądź

PokrójZimozielone drzewo lub krzew. Dorasta do 1–25 m wysokości. Kora ma szarą barwę.
LiścieBlaszka liściowa jest skórzasta i ma podługowaty kształt. Mierzy 2–7 cm długości oraz 1–3,5 cm szerokości, jest całobrzega lub ząbkowana, zawinięta na brzegu, ma nasadę od zaokrąglonej do rozwartej i ostry wierzchołek. Ogonek liściowy jest owłosiony i ma 3–14 mm długości.
OwoceOrzechy zwane żołędziami o jajowatym kształcie, dorastają do 15–30 mm długości i 10–20 mm średnicy. Osadzone są pojedynczo w miseczkach w kształcie kubka, które mierzą 4–10 mm długości i 15–40 mm średnicy. Orzechy otulone są w miseczkach do 15–40% ich długości.

## Biologia i ekologia
Rośnie w wilgotnych miejscach. Występuje na wysokości do 2600 m n.p.m. W południowej Kalifornii dzieli środowisko z sosną Lamberta (Pinus lambertiana).